# Golam Mermer
Golam Mermer lub Mramorec (bułg. Голям Мермер) – szczyt pasma górskiego Riła, w Bułgarii, o wysokości 2598 m n.p.m.